# Rosa del Amo Hernández
Rosa del Amo Hernández   (Badalona, 1978) és una periodista i política catalana. És diputada al Parlament de Catalunya i regidora a l'Ajuntament de Badalona pel Partit Popular.
Va néixer a Badalona el 1978. Es va graduar en Ciències de la Comunicació, amb menció en periodisme. Ha treballat en diversos mitjans de comunicació, com el diari El Punt. Des de l'any 2015 és cap de comunicació de la secció local del Partit Popular a Badalona. Per la seva rellevància en el projecte de García Albiol, específicament en l'àmbit de la comunicació, a les eleccions municipals de 2019 va anar com a número 8 i va esdevenir regidora de l'Ajuntament de Badalona. Durant el mandat d'Albiol com a alcalde el 2020, va ser nomenada regidora delegada de Projecció de Ciutat, Comunicació i Turisme, dependent de la segona tinenta d'alcaldia, Cristina Agüera. A les eleccions municipals de juny de 2023 va passar a ser quarta en la llista de candidats a regidor i va tornar a ser elegida regidora. En el nou govern, aquesta vegada de majoria absoluta, de García Albiol, va ser nomenada quarta tinenta d'alcaldia i regidora de Comunicació, Fons Europeus i Protecció de les Persones, encarregada d'àmbits com la Salut.
Fora de l'àmbit local, va ser la número deu a la llista de candidats a diputats al Congrés del Partit Popular per la província de Barcelona, i l'abril de 2024 es va anunciar que seria candidata al Parlament de Catalunya, en el lloc número 5 de la llista encapçalada per Alejandro Fernández, on a banda d'Amo com a membre del cercle d'Albiol també hi havia el primer tinent d'alcalde del govern de Badalona, Juan Fernández. Va resultar elegida diputada al Parlament de Catalunya, juntament amb el també badaloní i company de govern Fernández.
El setembre de 2024 va presentar la seva renúncia a l'acta de diputada per dedicar-se en exclusiva a les tasques de govern a Badalona.